# Prodašice
Prodašice – miejscowość i gmina (obec) w Czechach, w kraju środkowoczeskim, w powiecie Mladá Boleslav. W 2022 roku liczyła 91 mieszkańców.